# Lista de canções gravadas por Avril Lavigne

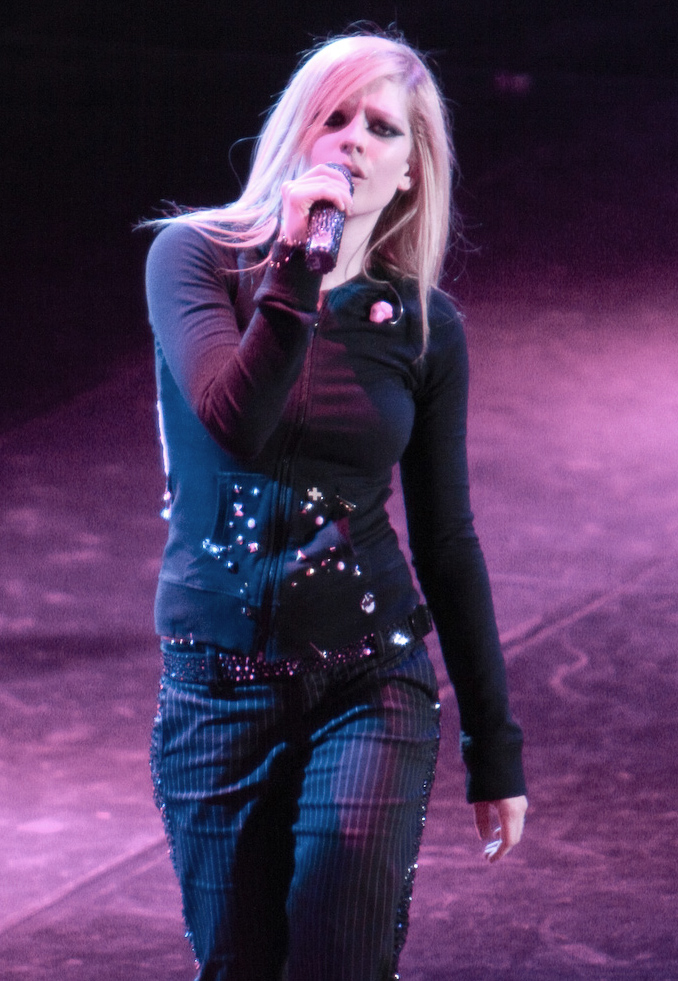
Avril Lavigne, já lançou mais de 100 canções ao longo da carreira.

Este anexo reúne uma lista com as canções interpretadas, escritas e/ou produzidas pela cantora canadense Avril Lavigne. Ao longo da carreira, ela já compôs mais de 100 músicas, de acordo com os registros da American Society of Composers, Authors and Publishers. Antes de ser cantora profissional, Avril escrevia para outros artistas, como em 1999, para a banda The Quinte Spirit, que contou com a presença da canadense, na época com 14 anos, na canção "Touch the Sky". Em 2004, Lavigne deu a canção "Breakaway" para Kelly Clarkson, usada no disco de mesmo nome e lançado em 2006.
A cantora inglesa Leona Lewis, também lançou um single composto pela canadense chamado "I Will Be", do seu primeiro álbum de estúdio nomeado Spirit. Em 2010, Avril Lavigne escreveu a canção "Cheers (Drink to That)" para Rihanna, junto com outros cantores. Essa música está no álbum de estúdio intitulado Loud, e terá partes que lembrarão um outro hit de Avril, "I'm With You". No mesmo ano a protagonista do seriado iCarly, Miranda Cosgrove, também lançou um single chamado de "Dancing Crazy" que escrito por Avril juntamente com outros dois compositores. Lavigne já havia trabalhado com Miranda anteriormente no seu álbum de estreia, Sparks Fly, escrevendo a faixa "Daydream".
Os brasileiros também gravaram músicas da canadense, como a banda de forró Calcinha Preta com o título "Sem Explicação" referente a canção "I Will Be". Avril Lavigne também já lançou covers de outros artistas como "Knockin' on Heaven's Door" do Bob Dylan em 2003 presente no primeiro álbum ao vivo My World. "Bad Reputation" da Joan Jett e "Basket Case" do Green Day, ambos lançados em datas diferentes., e também do Metallica, Fuel. 

## Lista de canções de A a I

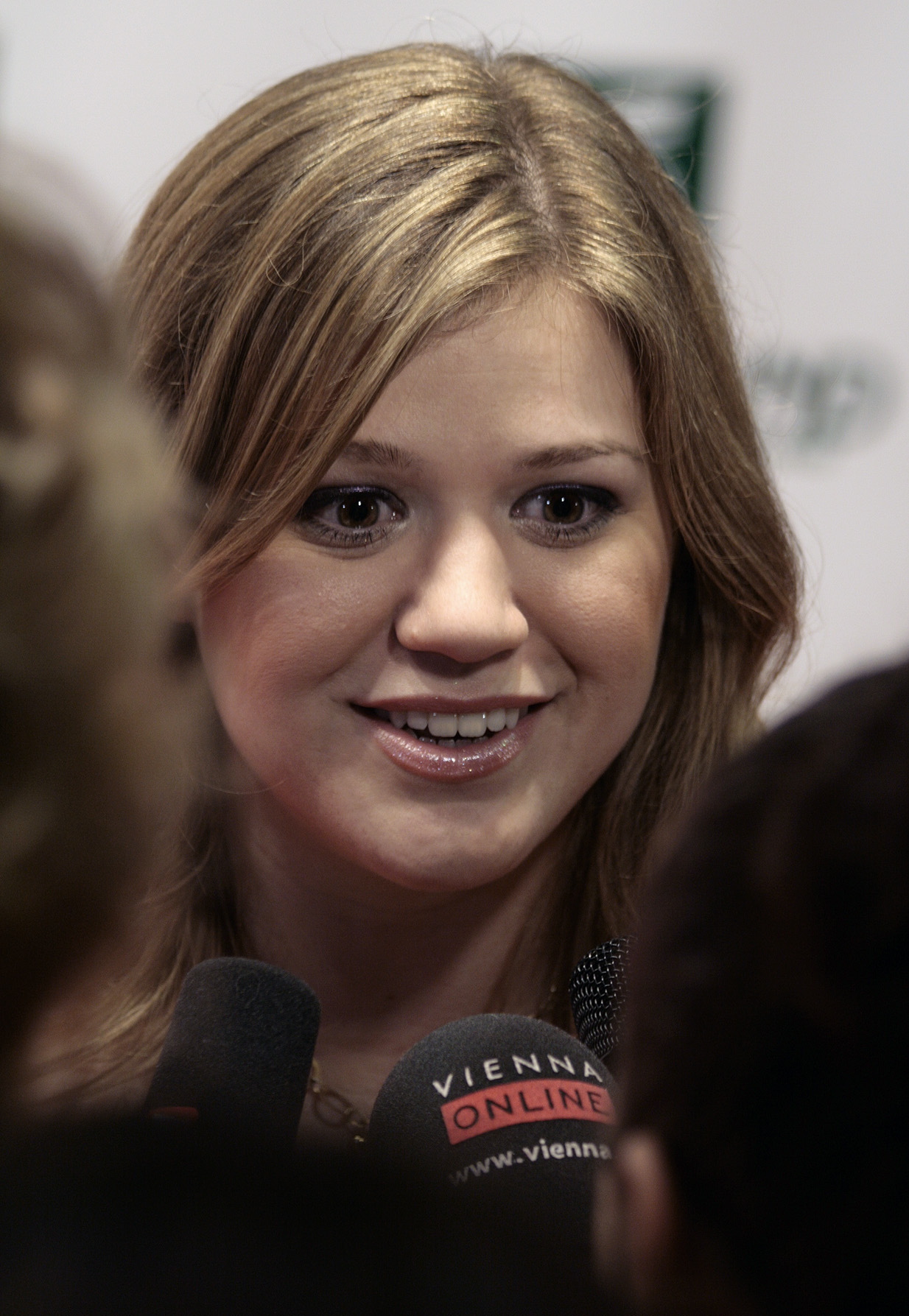
Kelly Clarkson lançou a canção "Breakaway" composta pela Avril Lavigne.

| Título                            | Compositor(es) | Álbum ou single                              | Interpretado(s)           | Ref.   |
| --------------------------------- | --- | -------------------------------------------- | ------------------------- | ------ |
| "03 Slam Start"                   | Avril Lavigne | My World                                     | Avril Lavigne             | [ 8 ]  |
| "4 Real"                          | Avril Lavigne | Goodbye Lullaby                              | Avril Lavigne             | [ 9 ]  |
| "A Complicated Song"              | Avril Lavigne Scott Alspach Lauren Christy Graham Edwards                                                                                    | Poodle Hat                                   | Weird Al Yankovic         | [ 10 ] |
| "Afraid I Might Find Another Guy" | Avril Lavigne Evan Taubenfeld | —                                            | —                         | [ 11 ] |
| "Alice"                           | Avril Lavigne | Goodbye Lullaby                              | Avril Lavigne             | [ 10 ] |
| "All Because Of U"                | Avril Lavigne Butch Walker | —                                            | —                         | [ 12 ] |
| "All You Will Never Know"         | Avril Lavigne Terence Dover | —                                            | —                         | [ 13 ] |
| "Anything But Ordinary"           | Avril Lavigne Alspach Edwards Fownes | Let Go                                       | Avril Lavigne             | [ 10 ] |
| "As Jy Gaan"                      | Avril Lavigne Butch Walker | —                                            | Le-Lue                    | [ 14 ] |
| "Bad Reputation"                  | Joan Jett Ritchie Cordell Kenny Laguna Marty Joe Kupersmith                                                                                  | Bad Reputation                               | Avril Lavigne             | [ 15 ] |
| "Basket Case"                     | Billie Joe Michael Pritchard Frank Wright | Dookie                                       | Avril Lavigne             | [ 16 ] |
| "Black Star"                      | Avril Lavigne | Goodbye Lullaby                              | Avril Lavigne             | [ 17 ] |
| "Breakaway"                       | Avril Lavigne Bridget Benenate Matthew Gerrard                                                                                               | Breakaway                                    | Kelly Clarkson            | [ 18 ] |
| "By the Light of the Moon"        | Avril Lavigne Lauren Christy Graham Edwards Scott Spock                                                                                      | —                                            | —                         | [ 19 ] |
| "Casting Over"                    | Avril Lavigne Lauren Fownes Scott Alspach Graham Edwards                                                                                     | —                                            | Avril Lavigne             | [ 20 ] |
| "Cheers (Drink To That)"          | Avril Lavigne Andrew Harr Jermaine Jackson Stacey Barthe Laura Pergolizzi Corey Gibson Chris Ivery Lauren Christy Graham Edwards Scott Spock | Loud                                         | Rihanna                   | [ 21 ] |
| "Complicated"                     | Avril Lavigne Lauren Christy Graham Edwards Scott Spock                                                                                      | Let Go                                       | Avril Lavigne             | [ 22 ] |
| "Contagious"                      | Avril Lavigne Evan Taubenfeld | The Best Damn Thing                          | Avril Lavigne             |        |
| "Crab"                            | Avril Lavigne | My World                                     | Avril Lavigne             | [ 23 ] |
| "Dancing Crazy"                   | Avril Lavigne Max Martin Shellback | High Maintenance                             | Miranda Cosgrove          | [ 24 ] |
| "Daydream"                        | Avril Lavigne Chantal Kreviazuk | Sparks Fly                                   | Miranda Cosgrove          | [ 25 ] |
| "Don't Tell Me"                   | Avril Lavigne Evan Taubenfeld | Under My Skin                                | Avril Lavigne             | [ 26 ] |
| "Echo"                            | Avril Lavigne Chad Kroeger David Hodges |                                              | Avril Lavigne             | [ 27 ] |
| "Everybody Hurts"                 | Avril Lavigne Evan Taubenfeld | Goodbye Lullaby                              | Avril Lavigne             | [ 28 ] |
| "Everything Back But You"         | Avril Lavigne Butch Walker | The Best Damn Thing                          | Avril Lavigne             | [ 29 ] |
| "Face to Face"                    | Avril Lavigne Lauren Christy Scott Alspach Graham Edwards                                                                                    | —                                            | Tian Zhen                 | [ 30 ] |
| "Fall Back"                       | Avril Lavigne Ben Moody | —                                            | —                         | [ 31 ] |
| "Fall Into The Sky"               | Avril Lavigne Richard W Nowels | —                                            | Avril Lavigne             | [ 32 ] |
| "Fall to Pieces"                  | Avril Lavigne Raine Maida | Under My Skin                                | Avril Lavigne             | [ 33 ] |
| "Falling Down"                    | Avril Lavigne The Matrix | Sweet Home Alabama                           | Avril Lavigne             | [ 34 ] |
| "For Real"                        | Avril Lavigne Ben Moody | —                                            | Avril Lavigne             | [ 35 ] |
| "Forgotten"                       | Avril Lavigne Chantal Kreviazuk | Under My Skin                                | Avril Lavigne             | [ 36 ] |
| "Freak Out"                       | Avril Lavigne Matthew Brann Evan Taubenfeld                                                                                                  | Under My Skin                                | Avril Lavigne             | [ 37 ] |
| "Fuel"                            | Kirk Hammett James Hetfield Lars Ulrich | My World                                     | Avril Lavigne             | [ 38 ] |
| "Fly"                             | Avril Lavigne Chad Kroeger David Hodges | —                                            | Avril Lavigne             | [ 39 ] |
| "Gai"                             | Avril Lavigne Zhang Wei Graham Edwards Lauren Christy David Scott Alspach                                                                    | —                                            | The Flowers               | [ 35 ] |
| "Get a Grip"                      | Avril Lavigne | My World                                     | Avril Lavigne             | [ 40 ] |
| "Girlstalk"                       | Avril Lavigne | Girlstalk                                    | Avril Lavigne             | [ 41 ] |
| "Goodbye"                         | Avril Lavigne | Goodbye Lullaby                              | Avril Lavigne             | [ 42 ] |
| "Girlfriend"                      | Avril Lavigne Dr. Luke Niatia Kirkland | The Best Damn Thing                          | Avril Lavigne             | [ 43 ] |
| "Guten Morgen"                    | Avril Lavigne Dr. Luke Norman Weichselbaum                                                                                                   | —                                            | —                         | [ 44 ] |
| "Hello Kitty"                     | Avril Lavigne Chad Kroeger David Hodges | —                                            | Avril Lavigne             | [ 39 ] |
| "He Wasn't"                       | Avril Lavigne Chantal Kreviazuk | Under My Skin                                | Avril Lavigne             | [ 45 ] |
| "Heart So Cold"                   | Avril Lavigne Chapman Ricker | Heart So Cold!: The North Country 60's Scene | Thunderbolts              | [ 46 ] |
| "Here's To Never Growing Up"      | Avril Lavigne Chad Kroeger David Hodges Martin Johnson Jacob Kasher Hindlin                                                                  | "Here's To Never Growing Up - Single"        | Avril Lavigne             | [ 47 ] |
| "Hold on To You"                  | Avril Lavigne Evan Taubenfeld | —                                            | —                         | [ 48 ] |
| "Hot"                             | Avril Lavigne Evan Taubenfeld | The Best Damn Thing                          | Avril Lavigne             | [ 49 ] |
| "How Does It Feel"                | Avril Lavigne Chantal Kreviazuk | Under My Skin                                | Avril Lavigne             | [ 50 ] |
| "Headache"                        | Avril Lavigne Evan Taubenfeld | —                                            | —                         | [ 51 ] |
| "I Always Get What I Want"        | Avril Lavigne Clif Magness | Under My Skin                                | Avril Lavigne             | [ 52 ] |
| "I Can Do Better"                 | Avril Lavigne Lukasz Gottwald | The Best Damn Thing                          | Avril Lavigne             | [ 53 ] |
| "I Don't Give"                    | Avril Lavigne Lauren Christy Scott Alspach Graham Edwards                                                                                    | Complicated Single                           | Avril Lavigne             | [ 48 ] |
| "I Don't Have to Try"             | Avril Lavigne Lukasz Gottwald | Complicated Single                           | Avril Lavigne             | [ 54 ] |
| "I Love You"                      | Avril Lavigne Max Martin Shellback | Goodbye Lullaby                              | Avril Lavigne             | [ 55 ] |
| "I Want Everything Back But You"  | Avril Lavigne Butch Walker | —                                            | —                         | [ 56 ] |
| "I Wear The Pants"                | Avril Lavigne Dr Luke | —                                            | Avril Lavigne             | [ 57 ] |
| "I Will Be"                       | Avril Lavigne Luke Gottwald Max Martin | Spirit                                       | Leona Lewis Avril Lavigne | [ 58 ] |
| "I'm with You"                    | Avril Lavigne Alspach Edwars Fownes | Let Go                                       | Avril Lavigne             | [ 59 ] |
| "Imagine"                         | John Lennon | Instant Karma                                | Avril Lavigne             | [ 60 ] |
| "Innocence"                       | Avril Lavigne Evan Taubenfeld | The Best Damn Thing                          | Avril Lavigne             | [ 61 ] |
| "It's Not Enough"                 | Avril Lavigne Evan Taubenfeld | —                                            | —                         | [ 62 ] |
| "It's Not Over"                   | Avril Lavigne Ben Moody | —                                            | —                         | [ 63 ] |

## Lista de canções de K a Z

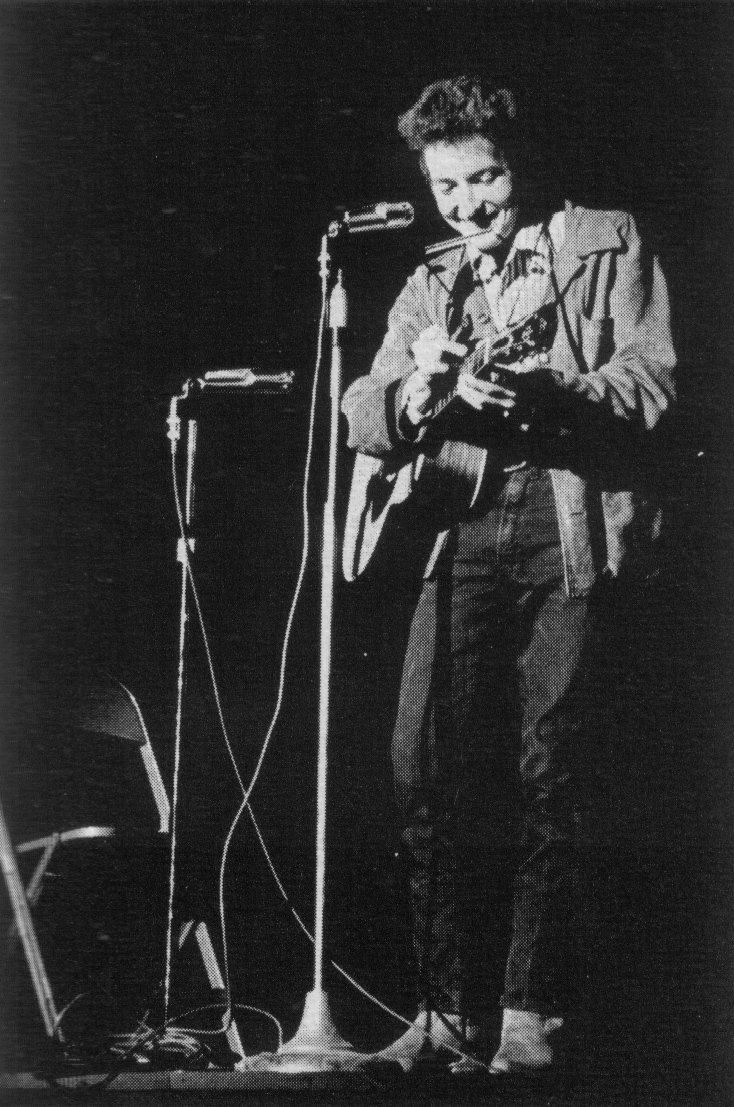
Avril re-lançou a canção "Knockin' on Heaven's Door" de Bob Dylan.

| "Keep Holding On" | Avril Lavigne Luke Gottwald                                                         | The Best Damn Thing                          | Avril Lavigne                   | [ 64 ]  |
| "Kick and Shout" | Avril Lavigne Evan Taubenfeld                                                       | —                                            | —                               | [ 65 ]  |
| "Knockin' on Heaven's Door" | Bob Dylan                                                                           | My World                                     | Avril Lavigne                   | [ 66 ]  |
| "Las Reglas Las Pones Tú (Vibra)" | Avril Lavigne                                                                       | Not Guilty?                                  | Not Guilty                      | [ 67 ]  |
| "Leave Here A Little While" | Avril Lavigne Evan Taubenfeld                                                       | —                                            | —                               | [ 68 ]  |
| "Losing Grip" | Avril Lavigne Clifton                                                               | Let Go                                       | Avril Lavigne                   | [ 69 ]  |
| "Mobile" | Avril Lavigne Clif Magness                                                          | Let Go                                       | Avril Lavigne                   | [ 70 ]  |
| "My Happy Ending" | Avril Lavigne Butch Walker                                                          | Under My Skin                                | Avril Lavigne                   | [ 71 ]  |
| "My World" | Avril Lavigne Clif Magness                                                          | Let Go                                       | Avril Lavigne                   | [ 72 ]  |
| "Naked" | Avril Lavigne Sabelle Breer Curt Frasca                                             | Let Go                                       | Avril Lavigne                   | [ 73 ]  |
| "Next Time" | Avril Lavigne Curtis Frasca                                                         | —                                            | Avril Lavigne                   | [ 74 ]  |
| "Nobody's Fool" | Avril Lavigne Peter Zizzo                                                           | Let Go                                       | Avril Lavigne                   | [ 75 ]  |
| "Nobody's Home" | Avril Lavigne Ben Moody                                                             | Under My Skin                                | Avril Lavigne                   | [ 76 ]  |
| "Not Enough" | Avril Lavigne Evan Taubenfeld                                                       | Goodbye Lullaby                              | Avril Lavigne                   | [ 77 ]  |
| "Not Gonna Run" | Avril Lavigne Evan Taubenfeld                                                       | —                                            | Avril Lavigne                   | [ 78 ]  |
| "Not The Only One" | Avril Lavigne Curtis Frasca                                                         | —                                            | —                               | [ 79 ]  |
| "O Holy Night" | Adolphe Adam                                                                        | A Winter's Night                             | Avril Lavigne Chantal Kreviazuk | [ 80 ]  |
| "Once And For Real" | Avril Lavigne Terence Dover                                                         | —                                            | —                               | [ 81 ]  |
| "One of Those Girls " | Avril Lavigne Evan Taubenfeld                                                       | The Best Damn Thing                          | Avril Lavigne                   | [ 82 ]  |
| "Oobie Doobie Do (Shake That Thing)" | Avril Lavigne Brassard Chapman Ricker                                               | Mike & the Ravens                            | Mike & the Ravens               | [ 83 ]  |
| "Our Little Secret" | Avril Lavigne Chad Kroeger David Hodges                                             | —                                            | Avril Lavigne                   | [ 39 ]  |
| "Photo Hun" | Avril Lavigne Bridget Louise Benenate Heon Jik Kim Lee Youn Lee                     | —                                            | Bo Eun Lee                      | [ 84 ]  |
| "Priceless" | Avril Lavigne Evan Taubenfeld                                                       | —                                            | Avril Lavigne                   | [ 85 ]  |
| "Push" | Avril Lavigne Evan Taubenfeld                                                       | Goodbye Lullaby                              | Avril Lavigne                   | [ 86 ]  |
| "Remember When" | Avril Lavigne                                                                       | Goodbye Lullaby                              | Avril Lavigne                   | [ 87 ]  |
| "Runaway" | Avril Lavigne Kara DioGuardi Lukasz Gottwald                                        | Goodbye Lullaby                              | Avril Lavigne                   | [ 88 ]  |
| "Running from Yourself" | Avril Lavigne Butch Walker                                                          | —                                            | —                               | [ 89 ]  |
| "Show Me How" | Avril Lavigne Evan Taubenfeld                                                       | —                                            | —                               | [ 90 ]  |
| "Sitting Here (Have no Friends)" | Avril Lavigne Evan Taubenfeld                                                       | —                                            | —                               | [ 91 ]  |
| "Sk8er Boi" | Avril Lavigne Alspach Christy Edwards                                               | Let Go                                       | Avril Lavigne                   | [ 92 ]  |
| "Slipped Away" | Avril Lavigne Chantal Kreviazuk                                                     | Under My Skin                                | Avril Lavigne                   | [ 93 ]  |
| "Smile" | Avril Lavigne Max Martin Shellback                                                  | Goodbye Lullaby                              | Avril Lavigne                   | [ 94 ]  |
| "Stay" | Avril Lavigne Peter Zizzo                                                           | —                                            | —                               | [ 95 ]  |
| "Something That You Do" | Avril Lavigne Chapman Ricker                                                        | Heart So Cold!: The North Country 60's Scene | Thunderbolts                    | [ 96 ]  |
| "SpongeBob SquarePants" | Derek Drymon Mark Harrison Steve Hillenburg Blaise Smith                            | The SpongeBob SquarePants Movie              | Avril Lavigne                   | [ 97 ]  |
| "Stop Standing There" | Avril Lavigne                                                                       | Goodbye Lullaby                              | Avril Lavigne                   | [ 98 ]  |
| "Szarnyalnek" | Avril Lavigne Virag Noemi Bridget Louise Benenate                                   | —                                            | Pásztor Noémi Virág             | [ 99 ]  |
| "Take It" | Avril Lavigne Clif Magness                                                          | My Happy Ending Single                       | Avril Lavigne                   | [ 100 ] |
| "Take Me Away" | Avril Lavigne Evan Taubenfeld                                                       | My Happy Ending                              | Avril Lavigne                   | [ 101 ] |
| "Tam Gdzie Ty" | Avril Lavigne David Scott Alspach Lauren Christy Graham Edwards Szawinska Miroslava | —                                            | Ewa Farna                       | [ 102 ] |
| "That Kinda Guy" | Avril Lavigne Sabelle Breer Curtis Frasca                                           | —                                            | —                               | [ 103 ] |
| "The Best Damn Thing" | Avril Lavigne Butch Walker                                                          | The Best Damn Thing                          | Avril Lavigne                   | [ 104 ] |
| "There Was I" | Avril Lavigne Chapman                                                               | Heart So Cold!: The North Country 60's Scene | Thunderbolts                    | [ 105 ] |
| "Things I'll Never Say" | Avril Lavigne Alspach Christy Edwards                                               | Let Go                                       | Avril Lavigne                   | [ 106 ] |
| "This Must Be Love" | Avril Lavigne Chad Kroeger David Hodges                                             | —                                            | Avril Lavigne                   | [ 39 ]  |
| "Together" | Avril Lavigne Chantal Kreviazuk                                                     | Under My Skin                                | Avril Lavigne                   | [ 107 ] |
| "Tomorrow" | Avril Lavigne Breer Curt Frasca                                                     | Let Go                                       | Avril Lavigne                   | [ 108 ] |
| "Too Many Times" | Avril Lavigne Evan Taubenfeld                                                       | —                                            | —                               | [ 109 ] |
| "Too Much to Ask" | Avril Lavigne Clif Magness                                                          | Let Go                                       | Avril Lavigne                   | [ 110 ] |
| "Too Many Times" | Avril Lavigne Evan Taubenfeld                                                       | —                                            | —                               | [ 109 ] |
| "Twist of Fate" | Avril Lavigne Brian John Howe Kara DioGuardi                                        | —                                            | —                               | [ 111 ] |
| "Understand Me" | Avril Lavigne Evan Taubenfeld                                                       | —                                            | Avril Lavigne                   | [ 112 ] |
| "Unwanted" | Avril Lavigne Clifton Magness                                                       | Let Go                                       | Avril Lavigne                   | [ 113 ] |
| "What the Hell" | Avril Lavigne Martin Sandberg Johan Schuster                                        | Goodbye Lullaby                              | Avril Lavigne                   | [ 114 ] |
| "What Would You Be For Me" | Avril Lavigne Evan Taubenfeld                                                       | —                                            | —                               | [ 115 ] |
| "When You're Gone" | Avril Lavigne Butch Walker                                                          | The Best Damn Thing                          | Avril Lavigne                   | [ 116 ] |
| "When Will It Be Over" | Avril Lavigne Brian John Howes Kara DioGuardi                                       | —                                            | —                               | [ 117 ] |
| "Who Knows" | Avril Lavigne Chantal Kreviazu                                                      | Under My Skin                                | Avril Lavigne                   | [ 118 ] |
| "Why" | Avril Lavigne Peter Zizzo                                                           | My World                                     | Avril Lavigne                   | [ 119 ] |
| "Wish You Were Here" | Avril Lavigne Max Martin Shellback                                                  | Goodbye Lullaby                              | Avril Lavigne                   | [ 120 ] |
| "You Got Me" | Avril Lavigne Brian John Howes Kara DioGuardi                                       | —                                            | —                               | [ 121 ] |
| "Zajefajna Rzecz" | Avril Lavigne Butch Walker Edward Bauer                                             | —                                            | —                               | [ 122 ] |
| "—" São canções que foram escritas e/ou produzidas, mas só ficaram registradas pela ASCAP ou BMI, ambas sediadas nos Estados Unidos, e contém direitos autorais. Os motivos para o não lançamento podem ser vários bem como a negação pela gravadora e/ou pela artista, ou podem ficar arquivadas até para uma utilização comercial sem data prevista. |                                                                                     |                                              |                                 |         |